# Groupe Arc-en-ciel (1984-1989)
Cet article concerne le groupe Arc-en-ciel de 1984 à 1989. Pour le groupe Arc-en-ciel de 1989 à 1994, voir Groupe Arc-en-ciel (1989-1994).
Pour les articles homonymes, voir Groupe Arc-en-ciel.
Le groupe Arc-en-ciel : Fédération de l'Alliance verte-Alternative européenne, d'Agalev-Écolo, du Mouvement populaire danois contre l'appartenance à la Communauté européenne et de l'Alliance libre européenne au sein du Parlement européen (connu sous le nom de « Groupe Arc-en-ciel ») était un groupe parlementaire écologiste et régionaliste au Parlement européen de 1984 à 1989.

## Histoire
Le Groupe Arc-en-ciel fut fondé à la suite des élections européennes de 1984, comme une coalition entre des députés européens écologistes, régionalistes et d'autres partis de gauche non affiliés à une organisation politique européenne ou internationale. Les Verts allemands et la Gauche verte néerlandaise étaient en position de faiblesse au sein du groupe par le principe de rotation pratiqué par leurs membres, et selon lequel leurs eurodéputés ne siégeaient que deux ans et demi, autrement-dit la moitié du mandat.
En 1989, le Groupe Arc-en-ciel se scinda. Les partis écologistes formèrent le Groupe des Verts, tandis que les régionalistes conservèrent le groupe, mais sous la dénomination plus succincte de Groupe Arc-en-ciel au Parlement européen.

## Composition
| Pays                     | Parti                                          | Sièges | Députés |
| ------------------------ | ---------------------------------------------- | ------ | --- |
| Allemagne                | Alliance 90/Les Verts                          | 7      | Les députés européens ne servaient que deux ans et demi.                                                                    |
| Pays-Bas                 | Parti politique des radicaux                   | 1      | Membre d'une alliance électorale et d'une délégation commune avec le PSP et le CPN. L'eurodéputé siégea entre 1984 et 1987. |
| Pays-Bas                 | Parti socialiste pacifiste                     | 1      | Membre d'une alliance électorale et d'une délégation commune avec le PPR et le CPN                                          |
| Pays-Bas                 | Parti communiste des Pays-Bas                  | 1      | Membre d'une alliance électorale et d'une délégation commune avec le PPR et le PSP. L'eurodéputé siégea entre 1987 et 1989. |
| Belgique                 | Agalev                                         | 1      | Délégation commune avec Ecolo                                                                                               |
| Belgique                 | Ecolo                                          | 1      | Délégation commune avec Agalev                                                                                              |
| Belgique Région flamande | Volksunie                                      | 2      | Membre de l'Alliance libre européenne                                                                                       |
| Danemark                 | Mouvement populaire contre la CE               | 4      | |
| Italie                   | Parti d'unité prolétarienne pour le communisme | 1      | Membre d'une alliance électorale avec Démocratie prolétarienne                                                              |
| Italie                   | Démocratie prolétarienne                       | 1      | Membre d'une alliance électorale avec Parti d'unité prolétarienne pour le communisme                                        |
| Italie Vallée d'Aoste    | Union valdôtaine                               | 1      | Membre de l'Alliance libre européenne                                                                                       |